# Warcraft. Începutul

Afișul promoțional al filmului produs de Legendary Pictures

Warcraft este un film epic fantastic american din 2016 bazat pe seria de jocuri video Warcraft. Acțiunea are loc în lumea fictivă a Azeroth-ului. Filmul a fost pentru prima oară anunțat în 2006 ca un proiect în parteneriat cu Legendary Pictures. Filmările au început la 13 ianuarie 2014. Filmul este programat pentru a fi lansat de către Universal Pictures la 11 martie 2016.

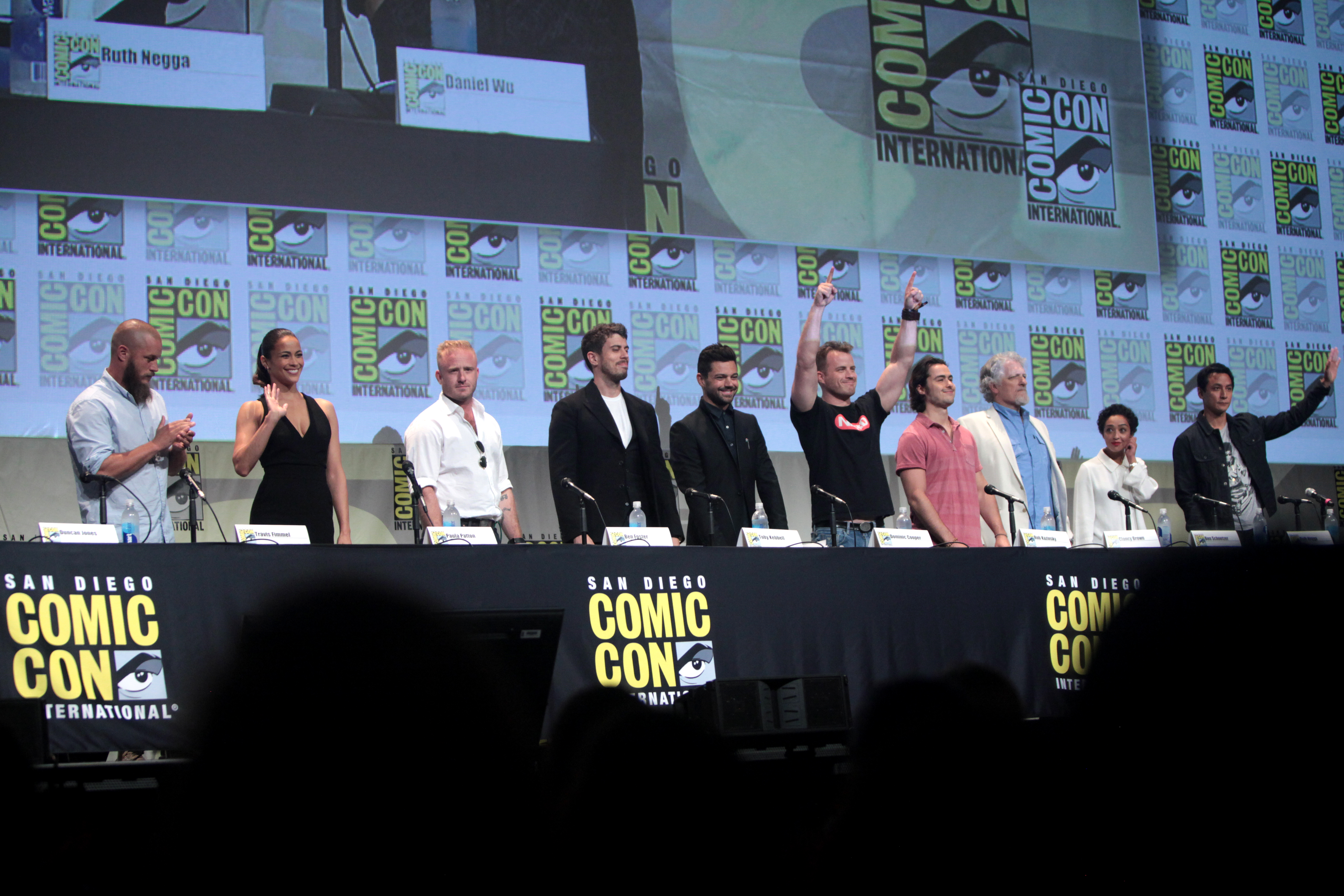

Duncan Jones este regizorul filmului, iar scenariul este scris de el și Charles Leavitt. Printre producătorii filmului se numără Thomas Tull, Jon Jashni, Tessa Ross, Charles Roven, Alex Gartner, Stuart Fenegan și Chris Metzen. În rolurile principale joacă actorii Ben Foster, Travis Fimmel, Paula Patton, Dominic Cooper, Toby Kebbell și Rob Kazinsky.
În film totul se petrece în vremea primului război dintre orci și oameni din acest univers fictiv. Personaje importante ca Anduin Lothar al aliantei si Orgrim Doomhamer al hoardei isi vor face aparitia,precum si Medivh,incercand sa faca fiecare binele pentru poporul fiecaruia.

## Prezentare
Draenor, lumea natală a orcilor, este sfărâmată de o forță misterioasă cunoscută sub numele de magie Fel. Gul'dan, un vrăjitor orc, unește clanurile de orci într-o Hoardă și creează un portal către lumea Azeroth, folosind magia Fel furând viața din draenei captivi. Gul'dan conduce o mică bandă de război prin portal pentru a captura și sacrifica prizonieri pe Azeroth, totul pentru a aduce Hoarda. Durotan, șeful Clanului Lupilor Înghețului, partenera sa însărcinată Draka și prietenul său Orgrim Doomhammer se alătură acestei prime trupe de război. Când orcii sosesc pe Azeroth, Draka intră în travaliu, iar Gul'dan salvează copilul de la moarte, pe nume Go'el, furând viața dintr-o căprioară din apropiere pentru a-l reînvia prin magia Fel. Orcii încep raidurile în mai multe așezări din Azeroth. Anduin Lothar, comandantul forțelor umane ale Regatului Stormwind, găsește un mag pe nume Khadgar care investighează trupurile bărbaților uciși, acestea explică că trupurile conțineau urme de magie Fel. Regele din Stormwind, Llane Wrynn, îi trimite la fortăreața Karazhan pentru a-l informa pe Medivh, Gardianul din Tirisfal, despre prezența magiei Fel (interzisă) pe Azeroth.
Lothar, Khadgar și Medivh se alătură unei echipe de cercetași care urmăresc urme de magie Fel, dar sunt prinși în ambuscadă de orci. Medivh folosește o vrajă pentru a-i ucide pe orcii corupți, lăsându-l pe șeful de război al Hoardei, Blackhand, să fugă împreună cu Durotan și Orgrim. Echipa ia prizonieră o sclavă pe jumătate orcă, Garona, dar Llane o eliberează în schimbul loialității față de Stormwind. Garona îi conduce pe oameni să spioneze tabăra de orci, unde află de planul lui Gul'dan de a aduce toată Hoarda în Azeroth. În timp ce studia o carte găsită în biblioteca lui Medivh, Khadgar își dă seama că Gul'dan a avut ajutor de la cineva de pe Azeroth care i-a deschis portalul. În ciuda obiecțiilor lui Orgrim, Durotan se întâlnește cu Llane în secret pentru a uni Clanul Lupilor Înghețului și oamenii împotriva lui Gul'dan, dar grupul este prins în ambuscadă de Blackhand. Medivh formează o barieră magică pentru a proteja retragerea oamenilor, dar fiul lui Lothar, Callan, este separat de grup și ucis de Blackhand. Medivh este slăbit, iar Garona și Khadgar îl duc înapoi la Karazhan pentru a-și reveni. După ce a observat că ochii lui Medivh strălucesc în verde, Khadgar își dă seama că a fost corupt de magia Fel și că el este cel care l-a ajutat pe Gul'dan. În tabăra orcilor, Blackhand distruge Clanul Lupilor Înghețului. Orgrim o ajută pe Draka să scape, iar ea îl trimite pe Go'el pe un râu într-un coș, apoi Draka este descoperită și ucisă.
Durotan îl provoacă pe Gul'dan la Mak'gora, un duel până la moarte pentru conducerea orcilor. În timpul luptei, Gul'dan încalcă regulile onorabile de luptă, drenând viața din Durotan cu magia sa, ucigându-l spre dezaprobarea orcilor care privesc, în timp ce îi dă putere lui Blackhand cu aceeași magie. Medivh, acum într-o stare pe jumătate demonică, începe să deschidă portalul către Draenor, iar Gul'dan începe să sacrifice sătenii umani capturați pentru a permite restului Hoardei să intre în Azeroth. Llane conduce armata umană într-un asalt asupra taberei de orci, în timp ce Lothar și Khadgar luptă cu Medivh și distrug demonul care începuse să se manifeste în exterior. Medivh este rănit de moarte și își folosește ultimele puteri pentru a închide portalul către Draenor și, în schimb, pentru a deschide un portal către Stormwind, permițându-i lui Llane să evacueze majoritatea prizonierilor eliberați. Medivh moare și portalul se închide, lăsându-i pe Llane, Garona și un număr mic de soldați umani să lupte cu orcii. Llane îi ordonă în secret lui Garona să-l omoare, aducându-i onoarea printre orci și punând-o într-o poziție de putere pentru a aduce pacea între cele două rase. Garona face asta fără tragere de inimă și este primită în Hoardă de Gul'dan. Lothar sosește pentru a recupera cadavrul regelui Llane, dar este înfruntat de Blackhand, care îl provoacă pe Lothar la Mak'gora, iar Lothar îl învinge. Împotriva cererilor lui Gul'dan, orcii, legați de tradiție, îi permit lui Lothar să plece cu trupul lui Llane.
În timpul funeraliilor lui Llane, liderii celorlalte națiuni umane, împreună cu înalții elfi și pitici, proclamă o alianță împotriva orcilor și îl susțin pe Lothar ca lider al Alianței. În altă parte, Orgrim ia unul dintre colții lui Durotan pentru a-l da într-o zi lui Go'el, iar coșul în care se află Go'el este găsit de un om.

## Distribuție
- Ben Foster ca Medivh[11]
- Travis Fimmel
- Paula Patton
- Dominic Cooper
- Toby Kebbell
- Rob Kazinsky
- Daniel Wu
- Clancy Brown
- Burkely Duffield

## Primire
Filmul a fost primit cu plăcere din partea fanilor seriei, însă criticată în mod teribil de către critici ce nu au avut contact până la momentul vizionării cu franciza Warcraft.

## Continuare
Povestea filmului lasă posibilitatea deschisă unor  continuări, de aceea Jones și-a exprimat interesul pentru o continuare a filmului. Acesta ar putea fi o adaptare a Warcraft II: Tides of Darkness, al doilea joc video din franciza Warcraft.